# Eve (chanteur japonais)
 (mai 2022).
La mise en forme du texte ne suit pas les recommandations de Wikipédia : il faut le « wikifier ».
Les points d'amélioration suivants sont les cas les plus fréquents. Le détail des points à revoir est peut-être précisé sur la page de discussion.
- Les titres sont pré-formatés par le logiciel. Ils ne sont ni en capitales, ni en gras.
- Le texte ne doit pas être écrit en capitales (les noms de famille non plus), ni en gras, ni en italique, ni en « petit »…
- Le gras n'est utilisé que pour surligner le titre de l'article dans l'introduction, une seule fois.
- L'italique est rarement utilisé : mots en langue étrangère, titres d'œuvres, noms de bateaux, etc.
- Les citations ne sont pas en italique mais en corps de texte normal. Elles sont entourées par des guillemets français : « et ».
- Les listes à puces sont à éviter, des paragraphes rédigés étant largement préférés. Les tableaux sont à réserver à la présentation de données structurées (résultats, etc.).
- Les appels de note de bas de page (petits chiffres en exposant, introduits par l'outil «  Source ») sont à placer entre la fin de phrase et le point final[comme ça].
- Les liens internes (vers d'autres articles de Wikipédia) sont à choisir avec parcimonie. Créez des liens vers des articles approfondissant le sujet. Les termes génériques sans rapport avec le sujet sont à éviter, ainsi que les répétitions de liens vers un même terme.
- Les liens externes sont à placer uniquement dans une section « Liens externes », à la fin de l'article. Ces liens sont à choisir avec parcimonie suivant les règles définies. Si un lien sert de source à l'article, son insertion dans le texte est à faire par les notes de bas de page.
- La présentation des références doit suivre les conventions bibliographiques. Il est recommandé d'utiliser les modèles {{Ouvrage}}, {{Chapitre}}, {{Article}}, {{Lien web}} et/ou {{Bibliographie}}. Le mode d'édition visuel peut mettre en forme automatiquement les références.
- Insérer une infobox (cadre d'informations à droite) n'est pas obligatoire pour parachever la mise en page.

Pour une aide détaillée, merci de consulter Aide:Wikification.
Si vous pensez que ces points ont été résolus, vous pouvez retirer ce bandeau et améliorer la mise en forme d'un autre article.
Pour les articles homonymes, voir Ève (homonymie).
 (mai 2022).
Eve (également stylisé  E ve, né le 23 mai 1995) est un auteur-compositeur-interprète. Il a fait ses débuts dans l'industrie de la musique en faisant des reprises sur Nico Nico Douga.
Il a finalement signé avec Toy's Factory en 2019, s'éloignant de Harapeco Records. Il était également invité dans "School of Lock!" par TokyoFM.
Sa musique a été présentée dans les animés Dororo (Dark Night / 闇夜), Jujutsu Kaisen (Kaikai Kitan /廻廻奇譚) Josée, le Tigre et les Poissons (Ao No Waltz / 蒼のワルツ) et My Hero Academia (Bokurano/ぼくらの). En 2022, il a réalisé la musique d'introduction du film Bubble.

## Carrière
Il a commencé sa carrière sur le service de partage de vidéos japonais Niconico en octobre 2009. Il a un manga, Kara no Kioku, illustré par Newo.
Eve ne considérait pas vraiment la musique comme un bon chemin à suivre pour lui jusqu'en 2016. Son premier véritable essai sur un album fut celui nommé "Bunka". Il a tendance à être influencé pour sa musique par la culture pop, comme les films.

## Discographie

### Albums

#### Albums studio
| Titre                                                   | Détails de l'album                                                                              | Meilleur classement | Meilleur classement |
| Titre                                                   | Détails de l'album                                                                              | JPN Oricon          | JPN Billboard       |
| ------------------------------------------------------- | ----------------------------------------------------------------------------------------------- | ------------------- | ------------------- |
| Round Robin                                             | - Sortie : 16 août 2015 - Label : Auto-publié - Formats : CD, téléchargement numérique          | —                   | —                   |
| Official Number                                         | - Sortie : 19 octobre 2016 - Label : Harapeco Records - Formats : CD, téléchargement numérique  | 35                  | 99                  |
| Bunka(文化; Culture)                                    | - Sortie : 13 décembre 2017 - Label : Harapeco Records - Formats : CD, téléchargement numérique | 14                  | 33                  |
| Otogi (お と ぎ; Fée)                                   | - Sortie : 6 février 2019 - Label : Toy's Factory - Formats : CD, téléchargement numérique      | 6                   | 4                   |
| Smile (Sourire)                                         | - Sortie : 12 février 2020 - Label : Toy's Factory - Formats : CD, téléchargement numérique     | 2                   | 3                   |
| Eve Vocaloid 01                                         | - Sortie : 9 février 2022 - Label : Toy's Factory - Formats : Téléchargement numérique          | —                   | —                   |
| Kaizin (廻人; Personnes)                                | - Sortie : 16 mars 2022 - Label : Toy's Factory - Format : CD, téléchargement numérique         | 4                   | —                   |
| Under Blue                                              | - Sortie : 27 novembre 2024 - Label : Toy's Factory - Format : CD, téléchargement numérique     | 5                   | 5                   |
| "-" indique les éléments qui n'ont pas été répertoriés. |                                                                                                 |                     |                     |

#### Extended plays (ED)
| Titre                                                   | Détails de l'album                                                                           | Meilleur classement | Meilleur classement |
| Titre                                                   | Détails de l'album                                                                           | JPN Oricon          | JPN Billboard       |
| ------------------------------------------------------- | -------------------------------------------------------------------------------------------- | ------------------- | ------------------- |
| Wonder Word                                             | - Sortie : 17 août 2014 - Label : Auto-publié - Formats : CD, téléchargement numérique       | —                   | —                   |
| Kaikai Kitan / Ao no Waltz (廻廻奇譚 / 蒼のワルツ)      | - Sortie : 23 décembre 2020 - Label : Toy's Factory - Formats : CD, téléchargement numérique | 3                   | 3                   |
| Bokurano (ぼくらの)                                     | - Sortie : 21 mars 2023 - Label : Toy's Factory - Formats : CD, téléchargement numérique     | —                   | —                   |
| "-" indique les éléments qui n'ont pas été répertoriés. |                                                                                              |                     |                     |

#### Albums collaboratifs
| Titre                                                   | Détails de l'album                                                                             | Meilleur classement | Meilleur classement |
| Titre                                                   | Détails de l'album                                                                             | JPN Oricon          | JPN Billboard       |
| ------------------------------------------------------- | ---------------------------------------------------------------------------------------------- | ------------------- | ------------------- |
| Oyasumi (bonne nuit) (Eve & Yurin)                      | - Sortie : 30 décembre 2014 - Label : Auto-publié - Formats : CD, téléchargement numérique     | —                   | —                   |
| Ao (蒼) (Eve × Sou)                                     | - Sortie : 28 février 2018 - Label : Harapeco Records - Formats : CD, téléchargement numérique | 7                   | 11                  |
| "-" indique les éléments qui n'ont pas été répertoriés. |                                                                                                |                     |                     |

| Titre                                                                                     | Année        | Meilleur classement | Album                      |
| Titre                                                                                     | Année        | JPN Hot 100         | Album                      |
| Indépendants                                                                              | Indépendants | Indépendants        | Indépendants               |
| ----------------------------------------------------------------------------------------- | ------------ | ------------------- | -------------------------- |
| "Nonsense Bungaku" (ナ ン セ ン ス 文 学; "Littérature absurde")                          | 2017         | —                   | Bunka                      |
| "Anoko Secret" (あ の 娘 シ ー ク レ ッ ト; "Le secret de cette fille")                   | 2017         | —                   | Bunka                      |
| Principal                                                                                 |              |                     |                            |
| "We're Still Underground" (僕らまだアンダーグラウンド; "Nous sommes toujours sous terre") | 2018         | —                   | Otogi                      |
| "Yamiyo" (闇夜; "Nuit noire")                                                             | 2019         | 31                  | Smile                      |
| "Raison d'être" (レ ー ゾ ン デ ー ト ル)                                                 | 2019         | 45                  | Smile                      |
| "Shirogane" (白銀; "Argent")                                                              | 2019         | 98                  | Smile                      |
| "Kokoro Yoho" (心予報; "Prévision cardiaque")                                             | 2020         | —                   | Smile                      |
| "Kaikai Kitan" (廻廻奇譚; "Circonférence Kitan")                                          | 2020         | 7                   | Kaikai Kitan / Ao no Waltz |
| "Promise" (約束; "Promesse")                                                              | 2020         | —                   | Kaikai Kitan / Ao no Waltz |
| "Shinkai" (心海)                                                                          | 2020         | —                   | Kaikai Kitan / Ao no Waltz |
| "Ao no Waltz" (蒼のワルツ)                                                                | 2020         | —                   | Kaikai Kitan / Ao no Waltz |
| "Heikousen" (平行線; "Lignes parallèles")                                                 | 2021         | —                   |                            |
| "Yoru wa Honoka" (夜 は 仄 か; "S'évanouir la nuit")                                      | 2021         | 54                  | Kaizin                     |
| "It's Gonna be Might" (かもしれない)                                                      | 2021         | —                   |                            |
| "White Snow" (白雪)                                                                       | 2022         | —                   | Under blue                 |
| "Fight Song" (ファイトソング)                                                             | 2022         | 26                  | Under blue                 |
| "Bokurano" (ぼくらの)                                                                     | 2023         | —                   | Under blue                 |
| "Boukenroku" (冒険録)                                                                     | 2023         | —                   | Under blue                 |
| "Hanaarashi" (花嵐)                                                                       | 2023         | —                   | Under blue                 |
| "Touhikou" (逃避行)                                                                       | 2023         | —                   | Under blue                 |
| "Sweet Memory" (スイートメモリ)                                                           | 2024         | —                   | Under blue                 |
| "Teenage Blue" (ティーンエイジブルー)                                                     | 2024         | —                   | Under blue                 |
| "feel like"                                                                               | 2025         | —                   |                            |
| "Ghost Avenue" (ゴーストアベニュー)                                                       | 2025         | —                   |                            |
| "-" indique les éléments qui n'ont pas été répertoriés.                                   |              |                     |                            |

## Vidéos musicales
| Sortie            | Titre                                    | Animateur(s)/Directeur(s)   | Companie de production     | Notes                    |
| ----------------- | ---------------------------------------- | --------------------------- | -------------------------- | ------------------------ |
| 18 octobre 2016   | Demon Dance Tokyo                        | Mah Hirano                  | NC                         | —                        |
| 2 décembre 2016   | Sister                                   | Avogado6                    | NC                         | —                        |
| 5 mai 2017        | Literary Nonsense                        | Mah Hirano                  | NC                         | —                        |
| 15 juillet 2017   | The Secret About That Girl               | Sayuri Okamoto              | TriF Studio                | —                        |
| 11 octobre 2017   | Dramaturgy                               | Mah Hirano                  | NC                         | —                        |
| 27 novembre 2017  | As You Like It                           | Waboku                      | NC                         | —                        |
| 25 février 2018   | Instant Heaven                           | Norainu                     | NC                         | Avec Akari Nanawo        |
| 7 avril 2018      | Outsider                                 | Mah Hirano                  | NC                         | —                        |
| 6 juillet 2018    | Tokyo Ghetto                             | Waboku                      | NC                         | —                        |
| 24 août 2018      | Ambivalent                               | Sayuri Okamoto              | NC                         | —                        |
| 14 décembre 2018  | Last Dance                               | Mah Hirano                  | NC                         | —                        |
| 24 janvier 2019   | We're Still Underground                  | Nobutaka Yoda               | Wit Studio                 | —                        |
| 20 avril 2019     | This World to You                        | Nobutaka Yoda               | Wit Studio                 | —                        |
| 24 juin 2019      | Dark night                               | Mah Hirano, Waboku          | Twin Engine Digital Studio | —                        |
| 29 août 2019      | Baumkuchen End                           | Waboku                      | NC                         | —                        |
| 10 octobre 2019   | Raison d’être                            | Ryū Nakayama                | Enishiya                   | —                        |
| 20 janvier 2020   | Heart Forecast                           | Nobutaka Yoda               | Enishiya                   | —                        |
| 15 février 2020   | LEO                                      | Mah Hirano                  | NC                         | —                        |
| 28 février 2020   | Snow                                     | Ryōsuke Sawa                | Pancake                    | —                        |
| 22 mai 2020       | How to Devour Life                       | Mariyasu                    | NC                         | —                        |
| 23 octobre 2020   | Promise                                  | Ken Yamamoto                | CloverWorks                | —                        |
| 20 novembre 2020  | Kaikai Kitan                             | Yūichirō Saeki              | MAPPA                      | —                        |
| 7 décembre 2020   | Shinkai                                  | Mariyasu                    | Bones                      | —                        |
| 21 décembre 2020  | Aono Waltz                               | Nobutaka Yoda               | Bones                      | —                        |
| 6 février 2021    | Heikousen                                | Nobutaka Yoda               | 10GAUGE, Studio DURIAN     | Avec suis from Yorushika |
| 26 mars 2021      | Kaikai Kitan (Live Film ver)             | Yoshiharu Ota, Satoshi Tani | NC                         | —                        |
| 30 avril 2021     | Night is Faint                           | zemyata                     | NC                         | —                        |
| 10 septembre 2021 | Living Idly and Dying as If Dreaming     | niL                         | NC                         | —                        |
| 30 septembre 2021 | Ultramarine Hymn                         | くっか                      | NC                         | —                        |
| 24 décembre 2021  | Aisai                                    | Glens sou                   | NC                         | —                        |
| 11 mars 2022      | Don't replay the boredom.                | Waboku                      | NC                         | —                        |
| 18 mars 2022      | YOKU                                     | Yoneyama Mai                | Wit Studio                 | —                        |
| 28 avril 2022     | Bubble                                   | Araki Tetsuro               | Wit Studio                 | —                        |
| 23 mai 2022       | Mob                                      | Hibiki Yoshizaki            | Khara                      | —                        |
| 30 aout 2022      | Kaikai Kitan                             | Yūichirō Saeki              | NC                         | —                        |
| 23 décembre 2022  | White Snow                               | Haruka Fujita               | CloverWorks                | —                        |
| 28 décembre 2022  | Fight Song                               | Mariyasu                    | NC                         | —                        |
| 24 février 2023   | Bokurano                                 | Waboku                      | Folium LLC                 | —                        |
| 11 aout 2023      | Adventure Log                            | MimicryMeta                 | NC                         | —                        |
| 27 aout 2023      | Kororon                                  | Ligton                      | NC                         | —                        |
| 1 octobre 2023    | Flower Storm                             | Kutsuka                     | StudioXD                   | —                        |
| 23 novembre 2023  | Avant                                    | Eke                         | NC                         | —                        |
| 24 décembre 2023  | Tohiko                                   | Ten to Ten                  | NC                         | —                        |
| 4 février 2024    | pray                                     | YKBX                        | Ai Takahashi(TFC)          | —                        |
| 9 mars 2024       | Glorious Day                             | Daisuke Chiba               | Folum LLC                  | —                        |
| 3 mai 2024        | Like The Flatwoods Monster               | 米谷聡美                    | MAPPA                      | avec Deu                 |
| 9 juin 2024       | Insomnia                                 | Mariyasu                    | NC                         | —                        |
| 22 novembre 2024  | Teenage Blue                             | 伊勢田 世山                 | NC                         | —                        |
| 27 novembre 2024  | lazy cat                                 | OFF SCRIPT, Resh            | NC                         | —                        |
| 19 décembre 2024  | teenage blue                             | Nobutaka Yoda (10GAUGE)     | NC                         | —                        |
| 24 décembre 2024  | さよならエンドロール (Sayonara End Roll) | Mariyasu                    | NC                         | —                        |
| 23 mai 2025       | feel like                                | KURO                        | CygamesPictures            | —                        |
| 11 juillet 2025   | Ghost Avenue                             | Mariyasu                    | NC                         | —                        |

## Récompenses et nominations
| An   | Remise des prix           | Catégorie                            | Œuvre(s)/Nomination(s)                                         | Résultat   | Ref.   |
| ---- | ------------------------- | ------------------------------------ | -------------------------------------------------------------- | ---------- | ------ |
| 2020 | Space Shower Music Awards | Meilleure découverte d'artiste       | Eve                                                            | Nomination | [ 10 ] |
| 2020 | Space Shower Music Awards | Meilleure vidéo d'animation          | "We're Still Underground"                                      | Lauréat    | [ 10 ] |
| 2020 | Anime Trending Award      | Meilleur générique de fin de l'année | "Yamiyo" (de l'animé : dororo)                                 | Nomination | [ 11 ] |
| 2021 | Crunchyroll Anime Awards  | Meilleur générique                   | "Kaikai Kitan" (de l'animé : Jujutsu Kaisen (saison 1))        | Nomination | [ 12 ] |
| 2021 | MTV Europe Music Awards   | Meilleur acte japonais               | Eve                                                            | Nomination | [ 13 ] |
| 2021 | Anime Trending Award      | Meilleur générique de l'année        | "Kaikai Kitan" (de l'animé : Jujutsu Kaisen (saison 1))        | Nomination | [ 14 ] |
| 2025 | Anime Trending Award      | Meilleur générique de l'année        | "Sweet Memory" (de l'animé : shoshimin how to become ordinary) | Nomination | [ 15 ] |